# Unione Calcio Sampdoria 1999-2000
Questa voce raccoglie le informazioni riguardanti l'Unione Calcio Sampdoria nelle competizioni ufficiali della stagione 1999-2000.

## Stagione
Nella stagione 1999-2000 la Sampdoria disputa il campionato cadetto, raccoglie 62 punti con il quinto posto in classifica. Dopo l'amara retrocessione in Serie B il Doria punta su Gian Piero Ventura per risalire subito nella massima serie. Ma il torneo cadetto si chiude con una grande delusione nell'ambiente blucerchiato, consapevole di aver mancato una grande occasione per ritornare subito in Serie A. Le ultime quattro vittorie di fila in campionato, e la consapevolezza di aver perso la promozione per un solo punto, non addolciscono certo il palato, dell'esigente popolo doriano. Nella Coppa Italia la Sampdoria disputa il girone preliminare nel gruppo 2, vincendolo, davanti a Cesena, Palermo e Savoia. Nel secondo turno viene estromessa dal Bologna, che si aggiudica entrambe le partite del turno, la prima a tavolino (0-2) per intemperanze del pubblico genovese, che hanno costretto i direttori di gara a sospendere l'incontro, in queste due occasioni la Sampdoria assaggia il doppio arbitraggio, una innovazione sperimentata solo in questa parte finale della Coppa Italia in questa stagione. Il miglior marcatore doriano di questa stagione è Francesco Flachi con 10 reti, seguito da Francesco Palmieri con 9 reti e da Davide Dionigi con 8 reti tutte in campionato, perché giunto a dicembre.

## Organigramma societario
Area direttiva
- Presidente: Enrico Mantovani
- Direttore generale: Emiliano Salvarezza
- Direttore commerciale: Natalia Georgiadau
- Direttore sportivo: Enrico Arnuzzo
- Team Manager: Giorgio Ajazzone
- Responsabile Settore Giovanile: Pierluigi Ronca
- Coordinamento marketing: Matteo Ercolani
- Ufficio stampa: Lorena Antonini

Area tecnica
- Allenatore: Gian Piero Ventura
- Allenatore in seconda: Carmelo Palilla
- Preparatore dei portieri: Giuseppe Zinetti
- Allenatore Primavera: Giovanni Re

Area sanitaria
- Medico sociale: Giorgio Odaglia
- Massaggiatore: Maurizio Fagorzi
- Preparatore atletico: Alessandro Innocenti

## Rosa
| N. |                       | Ruolo | Calciatore                    |
| -- | --------------------- | ----- | ----------------------------- |
| 1  | Italia (bandiera)     | P     | Matteo Sereni                 |
| 2  | Uruguay (bandiera)    | D     | Damián Macaluso               |
| 3  | Portogallo (bandiera) | D     | Hugo                          |
| 4  | Italia (bandiera)     | D     | Alessandro Grandoni           |
| 4  | Italia (bandiera)     | C     | Lussjen Corti                 |
| 5  | Italia (bandiera)     | D     | Marcello Castellini           |
| 6  | Italia (bandiera)     | D     | Vittorio Tosto                |
| 7  | Italia (bandiera)     | C     | Gaetano Vasari                |
| 8  | Brasile (bandiera)    | A     | Catê                          |
| 9  | Italia (bandiera)     | D     | Emanuele Pesaresi             |
| 10 | Italia (bandiera)     | A     | Francesco Flachi              |
| 11 | Italia (bandiera)     | A     | Francesco Palmieri (capitano) |
| 12 | Italia (bandiera)     | P     | Luca Fuselli                  |
| 13 | Italia (bandiera)     | C     | Marco Sgrò                    |
| 14 | Italia (bandiera)     | C     | Simone Sinagra                |
| 14 | Camerun (bandiera)    | C     | Francis Zé                    |
| 15 | Italia (bandiera)     | C     | Simone Vergassola             |

| N. |                       | Ruolo | Calciatore          |
| -- | --------------------- | ----- | ------------------- |
| 16 | Italia (bandiera)     | A     | Vincenzo Iacopino   |
| 17 | Brasile (bandiera)    | C     | Doriva              |
| 18 | Jugoslavia (bandiera) | C     | Bratislav Živković  |
| 19 | Italia (bandiera)     | C     | Stefano Casale      |
| 20 | Jugoslavia (bandiera) | A     | Zoran Jovičić       |
| 21 | Italia (bandiera)     | C     | Fabrizio Ficini     |
| 22 | Italia (bandiera)     | P     | Marco Ambrosio      |
| 22 | Italia (bandiera)     | P     | Federico Bigliazzi  |
| 23 | Italia (bandiera)     | C     | Emanuele Matzuzzi   |
| 24 | Brasile (bandiera)    | A     | Paco Soares         |
| 24 | Italia (bandiera)     | P     | Christian Puggioni  |
| 25 | Jugoslavia (bandiera) | D     | Nenad Sakić         |
| 26 | Italia (bandiera)     | A     | Carmine Esposito    |
| 27 | Italia (bandiera)     | D     | Guglielmo Stendardo |
| 28 | Italia (bandiera)     | C     | Marco Sanna         |
| 30 | Italia (bandiera)     | A     | Davide Dionigi      |

## Risultati

### Serie B

#### Girone di andata
| Arbitro: | Rodomonti (Teramo) |

|  |           |              |
|  | Marcatori | 20’ Palmieri |

| Genova 5 settembre 1999 2ª giornata | Sampdoria       | 0 – 0 | Brescia | Stadio Luigi Ferraris (16536 spett.)\| Arbitro: \| Treossi (Forlì) \| |
| Arbitro:                            | Treossi (Forlì) |       |         |                                                                       |

| Arbitro: | Rosetti (Torino) |

|               |           |  |
| Di Natale 22’ | Marcatori |  |

| Arbitro: | Nucini (Bergamo) |

|                           |           |                      |
| Palmieri 45’ Pesaresi 95’ | Marcatori | 19’ (rig.) Dell'Anno |

| Arbitro: | Messina (Bergamo) |

|              |           |                                |
| Biagioni 75’ | Marcatori | 51’ C. Esposito 77’ Vergassola |

| Arbitro: | Bonfrisco |

|                      |           |                         |
| C. Esposito 14’ (71) | Marcatori | 43’ Artico 80’ Ginestra |

| Arbitro: | Castellani (Bergamo) |

|            |           |  |
| Vasari 57’ | Marcatori |  |

| Arbitro: | Bazzoli (Merano) |

|             |           |                |
| Ruotolo 87’ | Marcatori | 44’ Castellini |

| Cremona 31 ottobre 1999 9ª giornata | Sampdoria         | 0 – 0 | Chievo | Stadio Giovanni Zini (12997 spett.)\| Arbitro: \| Cassarà (Palermo) \| |
| Arbitro:                            | Cassarà (Palermo) |       |        |                                                                        |

| Arbitro: | Castellani (Verona) |

|            |           |            |
| Melosi 70’ | Marcatori | 26’ Flachi |

| Arbitro: | N. Ayroldi (Molfetta) |

|                 |           |                |
| C. Esposito 36’ | Marcatori | 35’ Campedelli |

| Arbitro: | Rodomonti (Teramo) |

|            |           |  |
| Schwoch 9’ | Marcatori |  |

| Arbitro: | Fausti (Milano) |

|                       |           |  |
| Doriva 16’ Casale 92’ | Marcatori |  |

| Arbitro: | Tombolini (Ancona) |

|                         |           |            |
| Comandini 62’ Luiso 93’ | Marcatori | 18’ Casale |

| Arbitro: | N. Ayroldi (Molfetta) |

|                        |           |           |
| Palmieri 22’ Sakic 65’ | Marcatori | 39’ Gelsi |

| Arbitro: | Collina (Viareggio) |

|               |           |                |
| Vignaroli 84’ | Marcatori | 38’ Vergassola |

| Arbitro: | Bazzoli (Merano) |

|            |           |  |
| Briano 67’ | Marcatori |  |

| Arbitro: | Pirrone (Messina) |

|                 |           |            |
| C. Esposito 38’ | Marcatori | 90’ Pagani |

| Arbitro: | Bertini (Arezzo) |

|  |           |             |
|  | Marcatori | 72’ Dionigi |

#### Girone di ritorno
| Arbitro: | Strazzera (Trapani) |

|             |           |  |
| Dionigi 64’ | Marcatori |  |

| Arbitro: | Nucini (Bergamo) |

|  |           |             |
|  | Marcatori | 72’ Dionigi |

| Arbitro: | Pirrone (Messina) |

|              |           |             |
| Palmieri 86’ | Marcatori | 58’ Saudati |

| Arbitro: | Serena (Bassano del Grappa) |

|  |           |            |
|  | Marcatori | 30’ Casale |

| Arbitro: | Branzoni (Pavia) |

|                                 |           |  |
| Palmieri 29’ (rig.) Dionigi 73’ | Marcatori |  |

| Arbitro: | Guiducci (Arezzo) |

|  |           |             |
|  | Marcatori | 55’ Dionigi |

| Arbitro: | Farina (Novi Ligure) |

|                                       |           |                                      |
| Caccia 47’ Pinardi 87’ F. Rossini 93’ | Marcatori | 4’ Vergassola 55’ Dionigi 75’ Doriva |

| Arbitro: | Messina (Bergamo) |

|  |           |                |
|  | Marcatori | 57’ Carparelli |

| Arbitro: | Bertini (Arezzo) |

|                                   |           |                        |
| Conteh 5’ Marazzina 30’ Lanna 74’ | Marcatori | 58’ Vasari 75’ Jovicic |

| Arbitro: | Saccani (Mantova) |

|                        |           |                                              |
| Dionigi 51’ Casale 52’ | Marcatori | 8’, 35’ Di Michele 16’, 80’ (rig.) Vannucchi |

| Cesena 9 aprile 2000 30ª giornata | Cesena           | 0 – 0 | Sampdoria | Stadio Dino Manuzzi\| Arbitro: \| Paparesta (Bari) \| |
| Arbitro:                          | Paparesta (Bari) |       |           |                                                       |

| Arbitro: | Braschi (Prato) |

|  |           |                             |
|  | Marcatori | 42’ Asta 69’ (rig.) Schwoch |

| Arbitro: | Castellani (Verona) |

|              |           |  |
| Ballarin 80’ | Marcatori |  |

| Arbitro: | Treossi (Forlì) |

|                                    |           |            |
| Palmieri 60’ Vasari 65’ Flachi 90’ | Marcatori | 87’ Bucchi |

| Arbitro: | Farina (Novi Ligure) |

|                                       |           |  |
| M. Rossi 12’, 37’ Gelsi 43’ Sullo 87’ | Marcatori |  |

| Arbitro: | Bazzoli (Merano) |

|                                 |           |                 |
| Castorina 24’ (aut.) Flachi 84’ | Marcatori | 58’ Lantignotti |

| Arbitro: | Strazzera (Trapani) |

|                           |           |           |
| Flachi 11’ Vergassola 60’ | Marcatori | 73’ Tisci |

| Arbitro: | Paparesta (Bari) |

|             |           |                        |
| Di Fabio 9’ | Marcatori | 58’ Dionigi 88’ Doriva |

| Arbitro: | Bolognino (Milano) |

|                                                 |           |                                |
| Jovicic 13’ Flachi 30’ (rig.) Vasari 67’ (rig.) | Marcatori | 76’ G. Ferrari 87’ Florijancic |

### Coppa Italia

#### Turno preliminare - Gruppo 2
| Arbitro: | Paparesta (Bari) |

|                      |           |                             |
| Battaglia 30’ (rig.) | Marcatori | 5’, 22’ Flachi 61’ Palmieri |

| Arbitro: | Bonfrisco (Monza) |

|                                                  |           |               |
| Doriva 22’ Flachi 45+1’, 49’ Palmieri 76’ (rig.) | Marcatori | 79’ Lorenzini |

| Arbitro: | Racalbuto (Gallarate) |

|  |           |            |
|  | Marcatori | 24’ Flachi |

| Arbitro: | Rosetti (Torino) |

|                     |           |                            |
| Palmieri 74’ (rig.) | Marcatori | 24’ Campedelli 83’ Barollo |

| Arbitro: | Cassarà (Palermo) |

|          |           |  |
| Caté 64’ | Marcatori |  |

| Arbitro: | Pellegrino (Barcellona Pozzo di Gotto) |

|             |           |                                    |
| Barraco 67’ | Marcatori | 30’ Pesaresi 59’ Flachi 79’ Vasari |

#### Secondo turno
| Arbitri: | Rosetti (Torino) Paparesta (Bari) |

|  |           |                 |
|  | Marcatori | 8’ K. Andersson |

| Arbitri: | Borriello (Mantova) Tombolini (Ancona) |

|                                |           |  |
| Ventola 4’ Ingesson 82’ (rig.) | Marcatori |  |

## Statistiche

### Statistiche di squadra
| Competizione | Punti | In casa | In casa | In casa | In casa | In casa | In casa | In trasferta | In trasferta | In trasferta | In trasferta | In trasferta | In trasferta | Totale | Totale | Totale | Totale | Totale | Totale | DR |
| Competizione | Punti | G       | V       | N       | P       | Gf      | Gs      | G            | V            | N            | P            | Gf           | Gs           | G      | V      | N      | P      | Gf     | Gs     | DR |
| ------------ | ----- | ------- | ------- | ------- | ------- | ------- | ------- | ------------ | ------------ | ------------ | ------------ | ------------ | ------------ | ------ | ------ | ------ | ------ | ------ | ------ | -- |
| Serie B      | 62    | 19      | 10      | 6       | 3       | 27      | 18      | 19           | 7            | 5            | 7            | 18           | 22           | 38     | 17     | 11     | 10     | 45     | 40     | +5 |
| Coppa Italia | -     | 4       | 2       | 0       | 2       | 6       | 5       | 4            | 3            | 0            | 1            | 7            | 4            | 8      | 5      | 0      | 3      | 13     | 9      | +4 |
| Totale       | -     | 23      | 12      | 6       | 5       | 33      | 23      | 23           | 10           | 5            | 8            | 25           | 26           | 46     | 22     | 11     | 13     | 58     | 49     | +9 |